# Dmitry Sergeyevich Chernukhin
Dmitry Sergeyevich Chernukhin (tiếng Nga: Дми́трий Серге́евич Черну́хин; sinh ngày 17 tháng 11 năm 1988) là một cầu thủ bóng đá người Nga thi đấu cho FC Luki-Energiya Velikiye Luki.